# Gura Văii (okręg Vaslui)
Gura Văii – wieś w Rumunii, w okręgu Vaslui, w gminie Stănilești. W 2011 roku liczyła 430 mieszkańców.